# Thomas Lundqvist (geolog)
Björn Thomas Lundqvist, född 23 juni 1932 i Stocksund i Danderyds församling, är en svensk geolog. Han är son till Gösta Lundqvist och bror till Jan Lundqvist.
Lundqvist disputerade för filosofie doktorsgraden vid Stockholms universitet 1968 på avhandlingen Precambrian Geology of the Los-Hamra Region, Central Sweden. Han var från 1962 verksam vid Sveriges geologiska undersökning (SGU) och var professor i berggrundsgeologi vid Göteborgs universitet 1986–1989. Han har främst varit inriktad på det svenska urbergets geologi.
Sedan 1996 är han utländsk ledamot av Finska Vetenskaps-Societeten.